# Siemens Healthineers

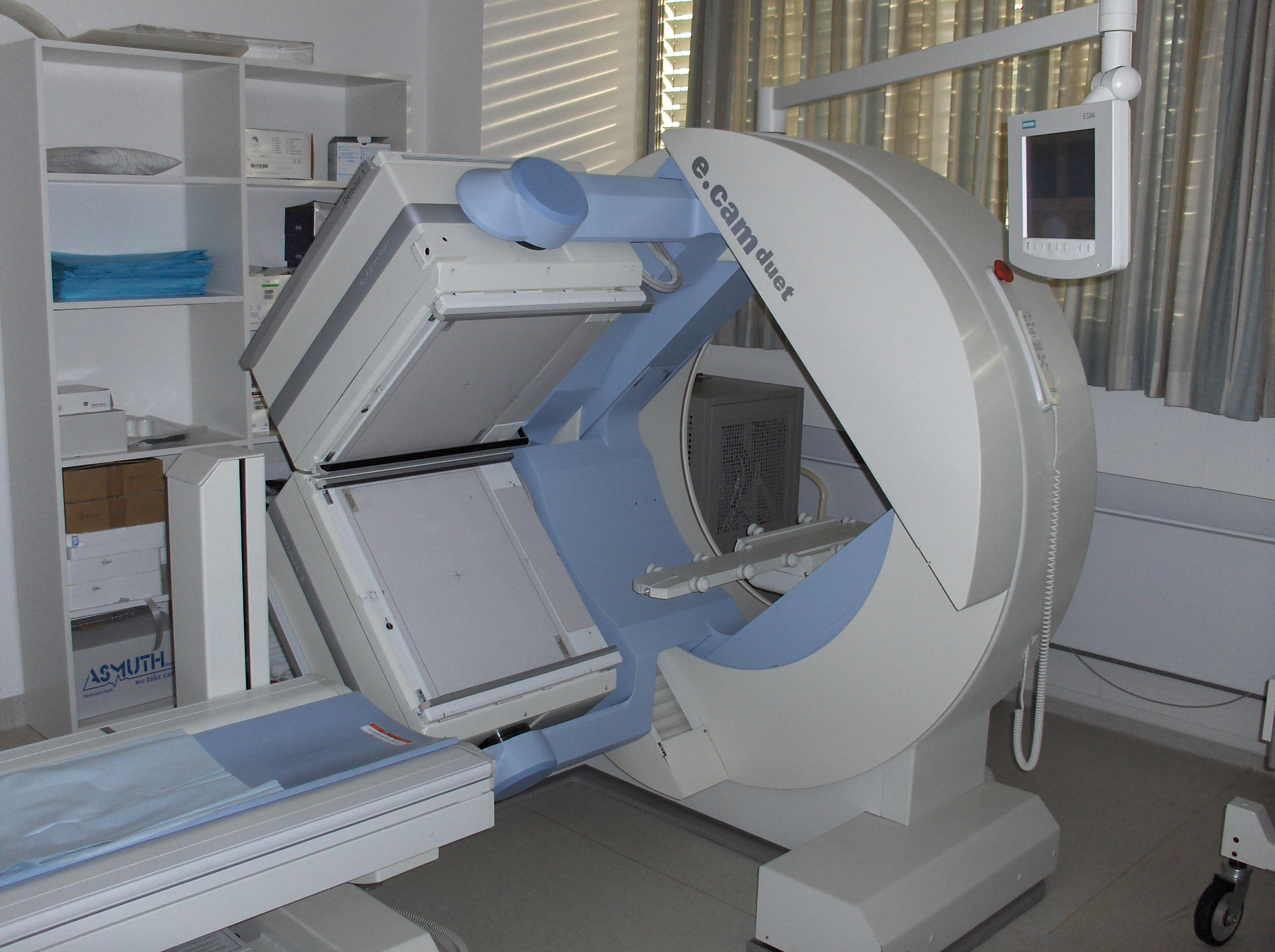
Zwei-Kopf Gammakamera (Siemens e.cam duet)

Die Siemens Healthineers AG ist ein börsennotierter Hersteller von Medizintechnik und umfasst die Aktivitäten von Siemens in diesem Bereich.
Der Name „Healthineers“ ist ein Kofferwort aus „healthcare“, „engineer“ und „pioneer“.
Siemens Healthineers ist weltweit einer der größten Anbieter im Gesundheitswesen, der Mitarbeiter in 70 Ländern beschäftigt.
Rechtlicher Sitz ist in München; der Hauptsitz der Gesellschaft befindet sich in Erlangen, Standorte der operativen Gesellschaften ebenfalls daneben in Forchheim sowie in Kemnath, Röttenbach (bei Erlangen),  Rudolstadt und Marburg.

## Geschichte
Im Jahr 1847 wurde die Firma Siemens & Halske (S & H) in Berlin gegründet, welche in den Jahren 1850 bis 1866 mit der Produktion elektromedizinischer Geräte begann. Erwin Moritz Reiniger wiederum gründete am 24. Mai 1877 am Erlanger Schloßplatz einen Gewerbebetrieb; in seiner ersten Werbeanzeige empfahl er

„alle Arten von constanten Batterien…, ferner Thermometer, Aracometer, Urinometer, Mikroskope…; ferner: Brillen, Pince-nez in 8- und 14-kar. Gold, Silber, Neu-Silber und Stahl. Ebenso werden Haustelegraphen- und Telephonleitungen bestens eingerichtet sowie auch alle in mein Fach schlagende Arbeiten und Reparaturen prompt und billig besorgt. Ein von meiner Privatwerkstätte in das physik. Cabinet gehendes Telephon mit elektr. Leitung und Glocken kann jederzeit in Augenschein genommen werden.“

Reiniger, Gebbert & Schall entstand durch Gründung einer oHG im Jahre 1886 unter dem Namen Vereinigte Physikalisch-Mechanische Werkstätten Reiniger, Gebbert & Schall, Erlangen – New York – Stuttgart (RGS) durch Erwin Moritz Reiniger, Max Gebbert und Karl Friedrich Schall. Gebbert und Schall hatten zuvor eine gemeinsame Werkstatt in Stuttgart betrieben. Im Jahre 1895 entdeckte Wilhelm Conrad Röntgen in Würzburg die Röntgenstrahlen. Unmittelbar nach Bekanntwerden der Entdeckung der Röntgenstrahlen begannen RGS 1896 mit der Produktion von Röntgenröhren und den zugehörigen Apparaten.
Die Siemens-Reiniger-Werke AG (SRW) entstanden 1932 aus dem Zusammenschluss der Firmen Reiniger, Gebbert & Schall AG in Erlangen (Bayern), der Phönix Röntgenröhren-Fabriken AG in Rudolstadt (Thüringen) und der Siemens-Reiniger-Veifa-Gesellschaft für medizinische Technik m.b.H. (SRV; Veifa: „Vereinigte Elektrotechnische Institute Frankfurt-Aschaffenburg“) in Berlin-Siemensstadt.
1966 ging aus der Fusion der bis dahin eigenständigen Aktiengesellschaften Siemens & Halske (S & H), Siemens-Schuckertwerke (SSW) und Siemens-Reiniger-Werke (SRW) die heutige Siemens AG hervor. Der medizintechnische Bereich firmierte nun unter dem Namen Siemens AG, Wernerwerk für medizinische Technik. Im Zuge einer allgemeinen Umstrukturierung wurde das Wernerwerk 1969 in Siemens Unternehmensbereich Medizintechnik (UB Med) und 2001 in Medical Solutions umbenannt. Im Juni 2002 beging der Bereich Siemens Medical Solutions in Erlangen, Forchheim, Kemnath und Rudolstadt sein 125. Jubiläum.
Bis 2001 hieß der Unternehmensbereich Medizinische Technik (UB Med), danach bis Ende 2007 Siemens Medical Solutions (Med). 2008 wurde die Medizintechnik unter dem Namen Siemens Sector Healthcare als einer der vier Sektoren von Siemens geführt. Von Oktober 2014 bis April 2015 besaß der Geschäftsbereich die Bezeichnung Siemens Healthcare.
Anfang Mai 2015 wurde der Geschäftsbereich in die rechtlich eigenständige Siemens Healthcare GmbH ausgegliedert. Siemens blieb hierbei jedoch alleinige Gesellschafterin.
Im Mai 2016 wurde im Rahmen einer Mitarbeiterveranstaltung die Etablierung des Markennamens Siemens Healthineers bekannt gegeben. Der neue Namen setzt sich aus Silben der drei englischen Worte „health“ (Gesundheit), „engineer“ (Ingenieur) und „pioneer“ (Gründer) zusammen, er soll den Pioniergeist und das Ingenieurwissen des Unternehmens unterstreichen. Das Unternehmen selbst firmierte aber zunächst weiterhin als Siemens Healthcare. Im März 2025 erhielt die Firma einen 515 Mio. € Großauftrag der Regierung von Alberta zur Verbesserung des Einsatzes bildgebender Verfahren – MRT, CT – im Bereich der Krebsbekämpfung.

### Börsengang
Im August 2017 gab Siemens bekannt, Siemens Healthineers an die Börse bringen zu wollen. Dafür wurde die Siemens Healthineers AG gegründet. Siemens hatte zu dem Zeitpunkt nicht bekannt gegeben, welchen Anteil der Mutterkonzern nach dem Börsengang halten würde. Nach Zeitungsberichten sollte maximal ein Viertel der Anteile abgegeben werden.
Die Zeichnung der Aktien für den Börsengang wurde auf den 6. März 2018 und 15. März 2018 festgesetzt. Seit Juni 2018 gehört das Unternehmen zum TecDAX. Am 24. September 2018 wurde das Unternehmen auch in den MDAX aufgenommen. Im September 2021 wurde das Unternehmen im Zuge einer Indexreform in den DAX aufgenommen.
Mit 72 % Anteil am Grundkapital ist Siemens weiterhin der Mehrheitsaktionär. Die übrigen 28 % befinden sich im Streubesitz. Die Mehrheit der Aktien an Siemens Healthineers soll langfristig von Siemens gehalten werden.

## Geschäftsbereiche
Die Gesellschaft ist in sechs Geschäftsbereiche unterteilt:
- Point of Care Diagnostics
- Laboratory Diagnostics
- Diagnostic Imaging
- Ultrasound
- Advanced Therapy
- Services

Das Portfolio enthält unter anderem Ultraschalluntersuchungssysteme, Mammografiegeräte, Computertomographen, Magnetresonanztomographen, Angiographiesysteme, konventionelle Röntgensysteme, sportmedizinische Diagnosegeräte, molekularmedizinische Systeme (PET∙CT, SPECT∙CT, PET∙MR etc.), Produkte zur Labordiagnostik sowie Strahlentherapiesysteme und Partikeltherapiesysteme auf der Basis von Teilchenbeschleunigern. Außerdem bietet Siemens Healthineers Systeme zur medizinischen Informationsverarbeitung an. Das Unternehmen lag 2018 im weltweiten Vergleich der größten Medizintechnik-Hersteller auf Platz sechs hinter Medtronic, Johnson & Johnson, General Electric, Fresenius Medical Care und Philips.
Im August 2024 wurde bekannt, dass Siemens Healthineers einen Teil des Geschäfts mit radioaktiven Chemikalien zur Krebsdiagnostik von Novartis übernehmen will. Für den Transfer sollen mehr als 200 Millionen Euro bezahlt werden. Er soll bis Ende 2024 abgeschlossen sein und dem in den USA ansässigen PET-Radiopharmaka-Geschäft die Expansion nach Europa ermöglichen.
Das jahrzehntelang betriebene Geschäft mit Hörgeräten verkaufte Siemens im Januar 2015 an das schwedische Investmentunternehmen EQT und die Familie Strüngmann. Es wird von dem Unternehmen Sivantos fortgeführt, der Markenname Siemens wird in Lizenz weiterhin verwendet.

## Konzern-Kennzahlen
| in Euro              | 2018   | 2019   | 2020   | 2021   | 2022   | 2023   | 2024   |
| -------------------- | ------ | ------ | ------ | ------ | ------ | ------ | ------ |
| Umsatz Mio.          | 13.429 | 14.518 | 14.460 | 17.997 | 21.714 | 21.680 | 22.363 |
| Ergebnis v. St. Mio. | 1.792  | 2.189  | 1.951  | 2.398  | 2.798  | 1.925  | 2.525  |
| Bilanzsumme Mio.     | 19.758 | 21.429 | 25.094 | 42.162 | 49.056 | 46.684 | 46.055 |
| Dividende je Aktie   | 0,70   | 0,80   | 0,80   | 0,85   | 0,95   | 0,95   | 0,95   |
| Mitarbeiter          | 50.000 | 52.000 | 54.300 | 66.000 | 69.500 | 71.000 | 72.000 |